# IRE

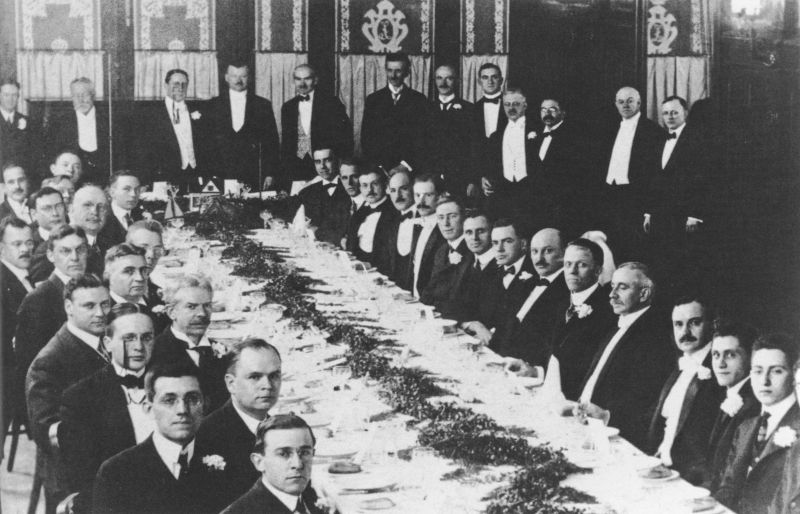
Fig.1 Reunió de l'IRE

L'IRE (acrònom d'Institute of Radio Engineers) va ser una organització professional en el sector radioelèctric que va existir entre el 31 de desembre del 1912 i el 31 de desembre del 1962. L'1 de gener del 1963 es va fusionar amb l'AIEE (American Institute of Electrical Engineers) per a crear l'IEEE (Institute of Electrical and Electronics Engineers).

## Història
- 1912 : fundació a Nova York.
- 1906 : invenció del tub vàlvula de buit per Lee de Forest (president de l'IRE el 1930).
- 1950 : l'IRE té 21.000 socis.
- 1960 : l'IRE té 90.000 socis.
- 1963 : es va fusionar amb l'AIEE per a formar l'IEEE (Institute of Electrical and Electronics Engineers). L'AIEE tenia 57.000 socis i l'IRE 96.500.

El primer president de l'IRE va ser Robert H. Marriott, enginyer en cap de Wireless Company of America. Altres notables presidents de l'IRE van Irving Langmuir (1923), John H. Morecroft (1924), Lee deForest(1930), Louis A. Hazeltine (1936), Frederick E. Terman (1941), Arthur F. Van Dyck (1942), William R. Hewlett (1954), Ernst Weber (1959; també primer president de l'IEEE, 1963) i Patrick E. Haggerty (1962).